# Božidar Krajnčič
Božidar Krajnčič, slovenski biolog, * 20. januar 1935, Maribor, † 7. marec 2018, Maribor.
Bil je: prorektor Univerze v Mariboru (1983–85, 1991–92), dekan Višje agronomske šole v Mariboru (1985–89, 1992–95) in dekan Fakultete za kmetijstvo v Mariboru (1995–2003). 

## Odlikovanja in nagrade
Leta 1999 prejel Zoisovo priznanje, najvišje državno priznanje na področju znanosti in raziskovanja. Leta 2000 je prejel častni znak svobode Republike Slovenije z naslednjo utemeljitvijo: »za zasluge pri razvoju mariborske fakultete za kmetijstvo in njenem mednarodnem uveljavljanju, za vrhunske raziskovalne rezultate ter za prispevek pri krepitvi slovenskega gospodarstva« in leta 2009 naziv zaslužni profesor Univerze v Mariboru.
V letu 2016 mu je Mestni svet Mestne občine Maribor, podelil naziv častni občan za življenjsko delo in zasluge, dosežene pri dolgoletnem strokovnem delu na področju biološke znanosti, za izgradnjo Univerzitetnega kmetijskega centra in Botaničnega vrta Univerze v Mariboru ter osebni prispevek njegovega dela k ugledu mesta.